# メアリ・コーンウォリス＝ウェスト

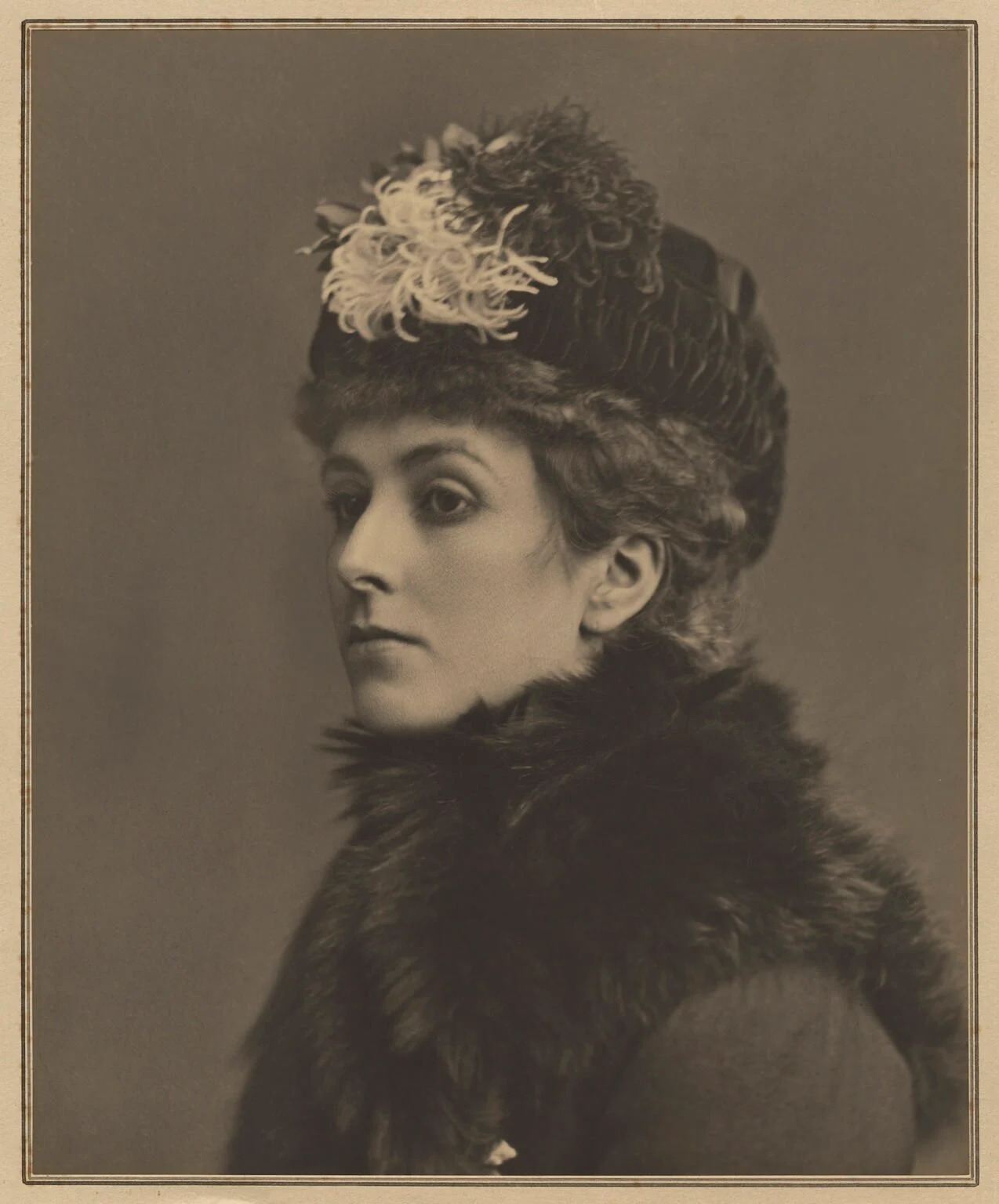
メアリ・コーンウォリス＝ウェスト、1878年撮影。

メアリ・アデレード・ヴァージニア・トマシーナ・ユーパトリア・"パッツィ"・コーンウォリス＝ウェスト（Mary Adelaide Virginia Thomasina Eupatoria "Patsy" Cornwallis-West、旧姓：フィッツパトリック (FitzPatrick)、1856年?/1858年? - 1920年7月21日）は、後のイギリス王エドワード7世が、プリンス・オブ・ウェールズ（王太子）であった時期に関係があった愛人。
コーンウォリス＝ウェストは、アイルランド系の上流階級の家族の一員として、聖職者の父フレデリック師 (The Rev Frederick) と、第2代ヘッドフォード侯爵トマス・テイラーの娘であった母オリヴィア・フィッツパトリック (Lady Olivia FitzPatrick) 間の娘として生まれた。母オリヴィアは、かつて（ヴィクトリア女王の夫である）王配アルバートを誘惑しようとして失敗に終わっていたが、娘の方は16歳のときに王太子（後のエドワード7世）の愛人となった。ふたりの関係はやがて露見し、メアリは年齢が倍もあったウィリアム・コーンウォリス＝ウェストと1872年に結婚した。
メアリとウィリアム・コーンウォリス＝ウェストの間には子どもが3人でき、1873年には娘デイジー、翌1874年には息子ジョージ、最後に1878年には末娘コンスタンスが生まれた。メアリは王太子への影響力を使って、子どもたちの縁談を手配したとされ、特に末娘が大富豪のウェストミンスター公爵と結婚した際には、大いに悪評が流れた。
1915年には、ル・トゥケの「ウェストミンスター公爵夫人病院 (the Duchess of Westminster's hospital)」に負傷兵として収容されていた、はるかに年下のパトリック・バレット (Patrick Barrett) と関係を持ち始めた。この兵士を昇進させようと彼女が動いた事は、スキャンダルとなった。1917年に夫に先立たれた彼女は、その3年後に死去した。

## 演じた人物
1978年のロンドン・ウィークエンド・テレビジョンのミニシリーズ『Lillie』では、ジェニー・リンデンがメアリ・コーンウォリス＝ウェストを演じた。この作品は、メアリの友人で、同じくエドワード7世の愛人であったリリー・ラングトリーの生涯を描いたものであった。